# القوات اللبنانية
القوات اللبنانية هي ميليشيا سابقة ومؤسسة سياسية أسسها بشير الجميّل سنة 1976 في الأصل كتحالف بين الأحزاب اليمينية لكي تكون الذراع سياسي للجبهة اللبنانية في ضمن الحرب الأهلية اللبنانية. الحزب تملك 19 مقعد في البرلمان اللبناني، وقد يحصل الحزب الاكبر في البرلمان.
عرفت بعد اغتيال الجميّل سنة 1982 عدة تغييرات على قيادتها وبدأت تأخذ استقلاليتها عن المكتب السياسي الكتائبي وبطبيعة الحال الجبهة اللبنانية. بعد عدة انتفاضات على قيادتها الشرعية وتقاتل بين المنتفضين أنفسهم وبعد أن استتبّ الوضع لسمير جعجع وهو ليس من مؤسسي القوات اللبنانية، دخلت القوات اللبنانية التي أصبحت تحت سيطرته في صراع دموي مع وحدات الجيش الموالية لرئيس الحكومة العسكرية ميشال عون بين 1989 و1990. قبلها كان قد تحول المسمى الوظيفي «قائد القوات اللبنانية» إلى «رئيس الهيئة التنفيذية» وكان هذا المؤشر الأقوى انفلات هذه المنظومة من سيطرة المكتب السياسي الكتائبي والبدء بتعاطيها ودخولها السياسة من بابها العريض. والتغيير هذا أتى على يد إيلي حبيقة قبل أن ينتفض عليه سمير جعجع ويستلم زمام القيادة. سلمت القوات اللبنانية أسلحتها بعد اتفاق الطائف وتحولت إلى حزب سياسي. بعام 1994 اتهم قائد القوات سمير جعجع بعدة جرائم كان أحدها تفجير كنيسة سيدة النجاة وهو الحادث الذي ما زالت القوات تنفي مسؤوليتها عنه، كما اتهم باغتيال طوني فرنجيّة نجل رئيس الجمهورية السابق سليمان فرنجيّة واغتيال رئيس الوزراء رشيد كرامي والعديد من الجرائم الأخرى فأدى ذلك إلى الحكم على جعجع بالسجن المؤبد وحظر القوات. رفع الحظر مع خروج الجيش السوري من لبنان سنة 2005 وأطلق سراح سمير جعجع بعفو. يرأس الهيئة التنفيذية للقوات حاليًا سمير جعجع، وللقوات٢٠ مقعد في المجلس النيابي الحالي. شاركت القوات في حكومة فؤاد السنيورة الأولى عبر وزير السياحة جوزيف سركيس، وشاركت في حكومة فؤاد السنيورة الثانية عبر وزير البيئة أنطوان كرم إضافة لوزير العدل إبراهيم نجار المحسوب عليها. كما شاركت بالحكومة الأولى للرئيس سعد الدين الحريري عبر وزير العدل إبراهيم نجار ووزير الثقافة سليم وردة و عدة حكومات أخرى حكومة الرئيس نجيب ميقاتي الثانية و حكومة الرئيس تمام سلام والحكومة الثانية للرئيس سعد الحريري التي تمثل بها الحزب بحقائب وزارية سيادية ومهمة بالإضافة إلى منصب نائب رئيس مجلس الوزراء.

## قادة القوات اللبنانية

فادي أفرام مع فؤاد أبو ناضر

- بشير الجميّل: من أغسطس 1976 إلى سبتمبر 1982.
- فادي أفرام: من سبتمبر 1982 إلى أكتوبر 1984.
- فؤاد أبو ناضر: من أكتوبر 1984 إلى مارس 1985.
- إيلي حبيقة: من مارس 1985 إلى يناير 1986.
- سمير جعجع: من يناير 1986 وحتى الآن.

## كتلة نواب القوات اللبنانية في المجلس النيابي
- ستريدا جعجع
- جورج عدوان
- غادة ايوب
- نزيه متى
- الياس اسطفان
- إنطوان حبشي
- زياد الحواط
- شوقي الدكاش
- بيار بو عاصي
- رازي الحاج
- غسان حاصباني
- جورج عقيص
- الياس خوري
- ملحم رياشي
- غياث يزبك
- سعيد الأسمر
- جهاد بقرادوني
- فادي كرم
- كميل دوري شمعون

## وصلات خارجية
- موقع القوات اللبنانية

## للإستزادة
- أسلحة الحرب الأهلية اللبنانية